# Linia kolejowa Lwów – Stryj
Linia kolejowa Lwów – Stryj – linia kolejowa na Ukrainie łącząca stację Lwów ze stacją Stryj. Znajduje się w obwodzie lwowskim. Zarządzana jest przez Kolej Lwowską (oddział ukraińskich kolei państwowych).
Linia na całej długości jest dwutorowa i zelektryfikowana.

## Historia
Linię otwarto 16 października 1873. Stanowi ona fragment dawnej Kolei Arcyksięcia Albrechta. Początkowo leżała w Austro-Węgrzech, w latach 1918 - 1945 w Polsce, następnie w Związku Sowieckim (1945 - 1991) i od 1991 na Ukrainie.